# Saint-Léger-de-Fougeret
Pour les articles homonymes, voir Saint-Léger et Fougeret.
Saint-Léger-de-Fougeret est une commune française, située dans le département de la Nièvre en région Bourgogne-Franche-Comté. En 1793, elle prit le nom de Fougeret-la-Montagne. À ne pas confondre avec Saint-Léger-de-Foucheret, aujourd'hui Saint-Léger-Vauban.

## Géographie

### Climat
Pour des articles plus généraux, voir Climat de la Bourgogne-Franche-Comté et Climat de la Nièvre.
En 2010, le climat de la commune est de type climat de montagne, selon une étude du Centre national de la recherche scientifique s'appuyant sur une série de données couvrant la période 1971-2000. En 2020, Météo-France publie une typologie des climats de la France métropolitaine dans laquelle la commune est exposée à un climat océanique altéré et est dans la région climatique  Centre et contreforts nord du Massif Central, caractérisée par un air sec en été et un bon ensoleillement.
Pour la période 1971-2000, la température annuelle moyenne est de 10,1 °C, avec une amplitude thermique annuelle de 16,6 °C. Le cumul annuel moyen de précipitations est de 1 370 mm, avec 14,3 jours de précipitations en janvier et 9,4 jours en juillet. Pour la période 1991-2020, la température moyenne annuelle observée sur la station météorologique de Météo-France la plus proche, « Chateau Chinon », sur la commune de Château-Chinon (Ville) à 6 km à vol d'oiseau, est de 10,5 °C et le cumul annuel moyen de précipitations est de 1 252,3 mm. 
La température maximale relevée sur cette station est de 38,8 °C, atteinte le 25 juillet 2019 ; la température minimale est de −21,3 °C, atteinte le 10 février 1956,,.
Les paramètres climatiques de la commune ont été estimés pour le milieu du siècle (2041-2070) selon différents scénarios d'émission de gaz à effet de serre à partir des nouvelles projections climatiques de référence DRIAS-2020. Ils sont consultables sur un site dédié publié par Météo-France en novembre 2022.

## Urbanisme

### Typologie
Au 1er janvier 2024, Saint-Léger-de-Fougeret est catégorisée commune rurale à habitat très dispersé, selon la nouvelle grille communale de densité à sept niveaux définie par l'Insee en 2022.
Elle est située hors unité urbaine et hors attraction des villes,.

### Occupation des sols
L'occupation des sols de la commune, telle qu'elle ressort de la base de données européenne d’occupation biophysique des sols Corine Land Cover (CLC), est marquée par l'importance des territoires agricoles (50,4 % en 2018), une proportion sensiblement équivalente à celle de 1990 (50,3 %). La répartition détaillée en 2018 est la suivante : forêts (48,3 %), prairies (47,8 %), zones agricoles hétérogènes (2,4 %), milieux à végétation arbustive et/ou herbacée (1,3 %), terres arables (0,1 %). L'évolution de l’occupation des sols de la commune et de ses infrastructures peut être observée sur les différentes représentations cartographiques du territoire : la carte de Cassini (XVIIIe siècle), la carte d'état-major (1820-1866) et les cartes ou photos aériennes de l'IGN pour la période actuelle (1950 à aujourd'hui).

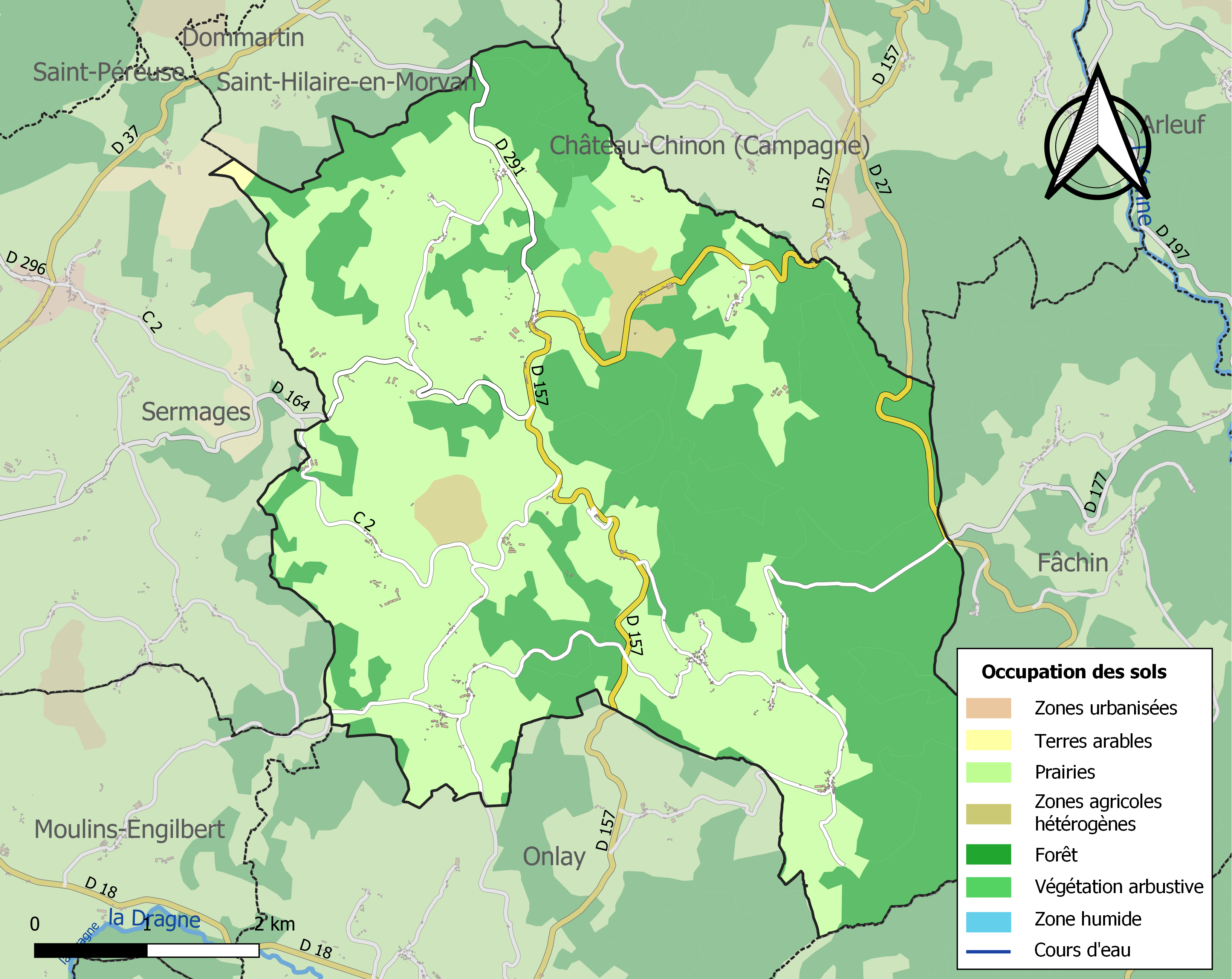
Carte des infrastructures et de l'occupation des sols de la commune en 2018 (CLC).

## Toponymie
On relève les formes suivantes du nom de la commune : Sanctus-Leodegarius (1286), Sanctus-Leodegarius de Fougereto (1478), Sainct-Ligier de Fougeray (1484), Sainct-Ligert de Fogretz (1577), Saint-Ligier-de-Fougeret (1610), Saint-Ligier-de-Fogeray (1638) et Saint-Léger-de-Fougerenne (1673).

## Histoire
La première mention connue de la commune remonte à 1286 : Sanctus-Leodegarius.

### Seigneurs
- 1663 : Jacques de Champs
- 1690 : Paul Girardot
- 1701 : Gaspard-François de Champs
- 1755 : Claude de Champs[15].

## Héraldique
| Blason de Saint-Léger-de-Fougeret | Blason  | D'argent à la plante de fougère arrachée de sinople ; au chef bandé d'or et d'azur et à la bordure de gueules. Devise / Cri« dresse oreilles toujours ». |
| Blason de Saint-Léger-de-Fougeret | Détails | Le statut officiel du blason reste à déterminer. |

## Politique et administration

### Religieuse
Curés connus
- 1580 : Martin Cassier
- 1622 : Courault
- 1634 : des Ulmes
- 1690 : Lantault - Millin - Boulenot - Charles André
- 1693 : Jean Thoumelin
- 1710 : Clergeault
- 1727 : Gaucher de Vernois
- 1741 : Claude-François Gauché
- 1750 : Guillier
- 1782 : Massin
- 1792 : Thibault (intrus)
- 1803 : Dubois Ier
- 1811 : Dubois II
- 1815 : Étienne Charollois

### Civile
Maires
| Période                                  | Période       | Identité          | Étiquette                  | Qualité     |
| ---------------------------------------- | ------------- | ----------------- | -------------------------- | ----------- |
| 1810                                     | 1815          | Jacques Giez      |                            | Fossoyeur   |
| Octobre 1947                             | Décembre 1954 | Eugène Verdière   | Union ouvrière et paysanne | Menuisier   |
| Mars 1977                                | Mai 1997      | René Denize       | PCF                        |             |
| Mai 1997                                 | En cours      | Bernard Detilleux | PS                         | Agriculteur |
| Les données manquantes sont à compléter. |               |                   |                            |             |

## Démographie
L'évolution du nombre d'habitants est connue à travers les recensements de la population effectués dans la commune depuis 1793. Pour les communes de moins de 10 000 habitants, une enquête de recensement portant sur toute la population est réalisée tous les cinq ans, les populations de référence des années intermédiaires étant quant à elles estimées par interpolation ou extrapolation. Pour la commune, le premier recensement exhaustif entrant dans le cadre du nouveau dispositif a été réalisé en 2004.

En 2022, la commune comptait 348 habitants, en évolution de −9,61 % par rapport à 2016 (Nièvre : −3,28 %, France hors Mayotte : +2,11 %).
| 1793 | 1800 | 1806 | 1821 | 1831  | 1836  | 1841  | 1846  | 1851  |
| ---- | ---- | ---- | ---- | ----- | ----- | ----- | ----- | ----- |
| 940  | 880  | 811  | 996  | 1 105 | 1 071 | 1 276 | 1 517 | 1 410 |

| 1856  | 1861  | 1866  | 1872  | 1876  | 1881  | 1886  | 1891  | 1896  |
| ----- | ----- | ----- | ----- | ----- | ----- | ----- | ----- | ----- |
| 1 292 | 1 228 | 1 303 | 1 413 | 1 433 | 1 437 | 1 336 | 1 314 | 1 368 |

| 1901  | 1906  | 1911  | 1921 | 1926 | 1931 | 1936 | 1946 | 1954 |
| ----- | ----- | ----- | ---- | ---- | ---- | ---- | ---- | ---- |
| 1 286 | 1 230 | 1 129 | 888  | 822  | 787  | 716  | 619  | 514  |

| 1962 | 1968 | 1975 | 1982 | 1990 | 1999 | 2004 | 2006 | 2009 |
| ---- | ---- | ---- | ---- | ---- | ---- | ---- | ---- | ---- |
| 457  | 445  | 348  | 322  | 280  | 356  | 326  | 325  | 289  |

| 2014 | 2019 | 2022 | - | - | - | - | - | - |
| ---- | ---- | ---- | - | - | - | - | - | - |
| 388  | 352  | 348  | - | - | - | - | - | - |

## Population et société

### Enseignement religieux
L'UOIF a installé en 1990, dans un petit château du hameau de Bouteloin un Institut européen des sciences humaines (IESH), centre de formation d’imams « à la française » et colonie de vacances « ouverte à tous ». Cette école coranique fondée par l'entremise des Frères musulmans ne disposant d'aucune reconnaissance étatique et n'entretenant aucun lien avec une quelconque université est sujette à de nombreuses controverses,,.

## Culture locale et patrimoine

### Lieux et monuments
- Château de Saint-Léger-de-Fourgeret : une maison forte datant des XVIe et XVIIe siècles, possédant un colombier et des jardins à la française.
- Château de Bouteloin.
- Château de Clinzeau.
- Église reconstruite au XIXe siècle.
- Vierge Notre-Dame-de-la-Garde.
- Moulin des Michots.

### Divers
- En 2008, à Changemois, Donald E. Russell, un paléontologue américain de 81 ans, entreprend la construction d’un édifice de style gothique qu’il réalise de ses mains et avec l’aide de son fils[24].

## Personnalités liées à la commune
- Jacques Renard (1914-1944), résistant français, Compagnon de la Libération, né dans la commune.